# Lytogaster
Lytogaster is een vliegengeslacht uit de familie van de oevervliegen (Ephydridae).

## Soorten
- L. abdominalis (Stenhammar, 1844)
- L. cervenkae Clausen, 1982
- L. excavata (Sturtevant and Wheeler, 1954)
- L. gravida (Loew, 1863)
- L. mexicana Clausen, 1982
- L. neglecta (Sturtevant and Wheeler, 1954)
- L. obscura Clausen, 1982
- L. perplexa Clausen, 1982